# 藤沢純一
藤沢 純一（ふじさわ じゅんいち、1948年（昭和23年）5月21日 - ）は、日本の政治家。元大阪府箕面市長（1期）、元箕面市議会議員（2期）。

## 経歴
- 1948年 富山県高岡市生まれ
- 1973年 大阪大学工学部応用化学科卒業、吹田市市役所（水質試験所）就職
- 1988年 大阪外国語大学外国語学部中国語科卒業、関西よつ葉連絡会・北大阪合同労働組合など団体の支援を受けて市議会議員選挙活動を開始
- 1992年 箕面市議会議員選挙に出馬し、当選
- 1996年 箕面市議会議員選挙に出馬し、2度目の当選
- 1998年 会派「無所属クラブ」結成
- 2000年 市議在職中に、箕面市長選挙に出馬し、落選
- 2004年 箕面市長選挙に出馬し、約1000票差で当選
- 2006年 箕面市議会で辞職勧告決議が議決される。
- 2008年 再選を目指し、箕面市長選挙に出馬。倉田哲郎に対し、約7000票差で落選。箕面市長を退任。

## 称号
箕面市有功者（箕面市議会議員の4年以上の在職と、市長の4年以上の在職による。）

## 政治活動
2004年8月22日執行の箕面市長選挙では、保守分裂と、市民派として保守勢力との対立構造を打ち出すこととなどで当選したが、市長就任後は、議員時代も通じた議会との対立構造を解消しないまま、議会を挑発する言動を行うなど、敵対関係を継続する不安定な市政運営について議論となっており、インターネット上のいくつかのサイトでもその是非が争点となった。なお、選挙においてローカルマニフェストを示したとする。2008年に再選を目指して箕面市長選挙（8月24日執行）に出馬するも、倉田哲郎に対し約7000票差で敗れて落選し、同年8月26日に任期満了で箕面市長を退任した。

## 議会運営（予算審議、辞職勧告、不信任など）
2005年、2006年に提出した各年度一般会計当初予算は議会により大幅な予算修正をうけ、2007年に提出した予算は市長自ら議会に修正を申し出た。
2004年8月26日に、当時の梶田功市長退任とともに助役2人と水道事業管理者が辞職し、2004年10月5日に収入役が任期満了して欠員となったまま、2004年12月議会では助役2人の選任同意案と水道事業管理者廃止条例案が、2005年2月議会では収入役の選任同意案が、2005年、2006年と2007年に教育委員会委員の任命同意案が、それぞれ議会に否決されている。また、2007年10月31日に任期満了した教育長である教育委員会委員の後任を議会に提案せず、教育長も空席となっている。このため、副市長、水道事業管理者、教育長は2007年11月1日以降、市長退任までの間、いずれも空席のままであった。
2006年3月29日、箕面市議会は、市長辞職勧告決議を採択した。賛成議員は、自由民主党、公明党、民主党の14人。同年12月22日、箕面市議会に、不信任決議案が提出された。賛成議員は、自由民主党、公明党、民主党、無所属議員の15人、反対議員は日本共産党などの8人であり、箕面市議会の定数25人のうち出席議員が23人のため、賛成が不信任決議の法定数である出席議員の4分の3に達せず成立しなかった。また、不信任案否決後の記者会見において、藤沢市長は「権限があるなら議会を解散したい」と議会を挑発する発言を行っていることが報道された。なお、提出された不信任決議案は、以下の5点について市長の政治責任を問う内容であった。
1. 2004年9月5日発生した2度の震度4以上の地震時の災害対策本部に2度とも欠席、2005年8月9日から8月19日までの長期のイタリア私事旅行、激甚災害となった2006年7月19日の豪雨時に大雨洪水警報発表の真最中に北海道恵庭市視察出張へ出発したことなど、市民の生命と財産を守る責任のなさ
2. 予算編成で自分が策定した改革目標値を無視して36億円の基金を取り崩すなど、課題解決先送り型の行政運営、解決策を第三者の検討会などに無責任に丸投げする政治手法、リーダーシップと組織運営能力の欠如に起因する、行政改革・行政運営の停滞
3. ごみ有料化の白紙撤回、競艇事業からの撤退、箕面森町・彩都等の大規模地域整備開発の凍結といった公約から180度転換しているにもかかわらず市民に一切説明しないという、公約破棄に対する説明責任の放棄
4. 一般的に大きく意見が分かれており、高裁レベルでも判決が定まらない状況にもかかわらず、将来の予測や実現手段の具体根拠もなしに藤沢市長が独断で決めた住基ネット訴訟の最高裁判所への上告放棄
5. 議会の意見を悪であるかの如く批判・吹聴・扇動を繰り返し、議会とのコミュニケーションを拒絶し、議会と執行機関との敵対関係を殊更に煽ることのみに固執する政治姿勢

2007年9月、藤沢市長を支援してきた議会会派「無所属クラブ」（1998年に藤沢純一議員（当時）、牧野直子議員、増田京子議員で結成）から増田京子議員が離反し、「無所属クラブ」が解散した。離反された牧野直子議員は、同様に2004年9月から藤沢を支援してきた「市民元気クラブ」（中西智子議員、北川照子議員、前川義人議員の結成）に移籍し、会派名称は「市民派ネット」に変更された。このことにより、藤沢市長の支持を明確に表明している会派・議員数は、従来の2会派5名から、1会派4名となった。

## 527人の市税滞納情報の紛失事件
2007年8月から10月にかけて、藤沢純一市政下の箕面市は、511名の個人、16の法人の市税滞納情報を記録したフロッピーディスクを紛失する不祥事を起こした。
2007年8月24日、情報政策課の運用管理室において、職員と委託業者の間で、市税を滞納している511名の個人・16の法人の氏名・法人名と市税納付の交渉記録を含むフロッピーディスクの授受を行ったが、その後、業者がフロッピーディスクを紛失した。同年9月27日、「（市役所の）同僚がFPDをなくした」と紛失を示唆する書き込みがインターネットの掲示板「2ちゃんねる」になされ、同年10月18日、箕面市は報道機関に事件を公表し、箕面警察署に盗難届を提出した。事件発覚のきっかけとなったインターネット掲示板などでは、住基ネットで個人情報を重視してみせる姿勢とは正反対のこの杜撰な対応についても疑問が指摘されている。

## 住基ネット選択制導入問題
- 2006年11月30日に、大阪高等裁判所から控訴審で、住民基本台帳ネットワークについて、住民基本台帳から原告の住民票コードを削除するよう命じる判決があったが、同年12月7日に箕面市議会で上告を断念したと表明した。
- 反住基ネット連絡会等の住基ネットに反対する団体から「英断を支持する」との声明が発表された一方、松田隆利総務事務次官と大阪府総務部長は、それぞれ「全国共通の本人確認ができるシステムとして、全国の地方公共団体が連携して統一的に運用しているものであり、その観点から最高裁による判断を求めるべきものと考えている。箕面市の上告断念は遺憾だ」とコメントしていることが報道された。
- 2006年12月28日から2007年3月30日までの間、「平成18年度箕面市一般会計」予備費の充当により、江澤義典関西大学教授、秋田仁志弁護士、園田寿弁護士・甲南大学法科大学院教授、黒田充自治体情報政策研究所代表による住民基本台帳ネットワークシステム検討専門員が設置され、原告の住民票コードの削除方法、原告以外の住民からの削除要求への対応が2007年3月31日までを目途に調査された。
- 2007年3月5日、原告らの呼びかけに応じた市民8人から個人情報保護条例に基づき住民票コードの削除が請求され、藤沢は「ためにする請求。当惑している」と報道された。その後箕面市は、高裁判決の効力は判決を得た市民1人のみにしか及ばないとして当該8人からの削除請求を認めない「非削除」の決定をしている。
- 2007年3月7日の住民基本台帳ネットワークシステム検討専門員合議で、原告の住民票の職権消除と、住基ネットの選択制が検討されていることが報道され、2007年3月30日開催の専門員合議において、「控訴人について、住民票を改製し住民票コードを削除する。」「控訴人に係る本人確認情報に異動事由として「職権消除コード」を記録し、当該コードを含む本人確認情報を、住基ネットにより大阪府サーバに送信するとともに、住民票コード削除に係る本人確認情報を「文書」により府知事に通知する。」「住基ネットでの自己情報の運用を希望しない他の住民についても、控訴人と同一の方法により、住民票コードを削除する。」とする、原告以外からの削除要求についても受け入れ、全国初の選択制を導入するよう市長に答申された。2007年4月18日日本弁護士連合会は、答申を支持するとの会長談話を発表した。
- 答申を受けて藤沢純一は2007年5月29日、市役所内での記者会見において、2007年11月に実施される予定の新住基システムへの移行時を期に住基ネット参加の選択制を導入すると表明した。
- 2007年6月1日、「住基ネットを考える会」から藤沢に対し「住基ネット選択制の早期実現を求める署名」が提出された。
- 2007年6月12日開催の箕面市議会総務常任委員会において、日本共産党議員から、先の記者会見での選択制導入報道と5月29日実施の議会各会派への説明内容との齟齬及び会見内容の真否についての質問に対し、藤沢は「否定も肯定もしない」、「議員はどういう報道になれば納得するのか」と答弁した。
- 2007年6月13日、反住基ネット連絡会から「箕面市の「住基ネット選択制」採用方針を歓迎する」との声明が出された。
- 2007年9月6日、大阪府知事から、住民基本台帳法第31条第2項の規定により、箕面市長に対し、「住民票コードを削除すること、すなわち住民票コードの記載を住民の選択に委ねることについては、住民基本台帳法第7条第13号の規定に違反するものである。」「現に区域内に住所を有する住民の住民票を、改製と称して職権で消除することは、住民基本台帳法第3条第1項及び第8条のに違反するものである。さらに、府知事に対し、職権で消除した旨を住民基本台帳ネットワークシステムにより通知するとともに、本人確認情報から住民票コードを削除したものを文書により通知することは、住民基本台帳法第30条の5第1項及び第2項に違反する。」「住民基本台帳事務を適正に執行するよう法第31条第2項の規定により勧告する」と3項目の勧告がされた。
- 2007年11月16日の新聞各紙に、吹田市・守口市の上告審について、最高裁判所が弁論期日を2008年2月7日に指定したことが報道された。判決の見直しに必要な弁論が開かれ、法令について違憲の判決を出すための大法廷への回付が行われなかったことから、住基ネットを「違憲」と判断して住民票コードの削除を命じた二審・大阪高等裁判所判決（藤沢純一市長が受け入れた判決）が見直される公算が大きいものとみられている。
- 2007年12月20日、箕面市議会は、最高裁判所において大阪高等裁判所判決が見直される公算が大きいこと、顧問弁護士らが住民票コード削除の実施は最高裁判決まで待つよう求めていることなどから、最高裁判決まで「選択制」を進めないことを求める「住民基本台帳ネットワークシステムの適正な運営を求める決議」（自民党同友会、民主・市民クラブ、公明党の3会派の議員が提出）を賛成多数で採択した（市民派ネット・日本共産党が反対）。
- 2008年2月7日の最高裁判所で、吹田市、守口市の上告審の弁論が行われ、同日弁論終結し、判決は2008年3月6日に言い渡されることが決まった。
- 2008年2月14日、原告の住民票を磁気ディスクから、紙による住民票に「改製」し、住民票コードを削除を実施したと発表した。
- 2008年2月18日、住民基本台帳ネットワークシステム検討専門員から、紙改製は違法であり、判決の履行に当たらない。答申に基づき、職権消除手法による住民基本台帳ネットワークから原告の本人確認情報の削除を実施しろとの意見書が藤沢純一に出されたと発表された。
- 2008年3月5日、藤沢純一市長が住民を離脱させるために、住基ネットの「職権消除コード」を府のサーバーに送信する考えを示していることについて、箕面市の顧問弁護士が「大阪府の意思に反して行えば明らかに違法」との見解を示していることが報道された。
- 2008年3月6日、最高裁判所第1小法廷は、『住民基本台帳ネットワークは憲法に違反しない』と初の合憲判断を下し、二審の大阪高等裁判所の判決を破棄し、訴訟原告（被上告人）の請求を棄却した。
- 2008年3月24日、藤沢純一市長は、最高裁判決で大阪高裁判決が破棄されたため、住基ネット選択制の導入を断念することを表明した。

## 無防備宣言条例案に賛成意見書
- 2006年11月24日から12月24日にかけて、無防備都市宣言を直接請求で条例化しようという法定の署名運動がされ、有権者の50分の1以上という地方自治法で定められた要件である2035人を満たす4264人の署名がされた。この結果、2007年2月5日、箕面市が無防備都市宣言をすることなどが盛り込まれた「箕面市平和のまち条例」の制定が市長に対して請求された。
- 市長は、2007年2月20日開会の箕面市議会において、「箕面市平和のまち条例制定の件」として、藤沢純一市長は賛成の意見書を付して提案した。なお、無防備都市宣言を盛り込んだ条例案の直接請求に賛成意見を出すのは国立市長の上原公子に次いで2人目となった。
- 2007年3月26日条例案が採決の結果、市民元気クラブ、無所属クラブ及び会派に属さない議員の賛成、自民党同友会、民主市民クラブ、日本共産党及び公明党の反対と賛成少数により原案否決となった。

## ドッグラン廃止問題
箕面東公園において、公園設置（2001年）当初は「こども農園」として構想されたが、使用されずにフェンスで囲ったまま放置されていた区画について、2003年に市民有志が「雑草で覆われた土地をドッグランとして使用させてほしい」と市に要望。市（梶田功市長、当時）は、周辺自治会・近隣住民と協議の上、使用責任団体を明確にし、ドッグランの利用を希望する市民はその団体に加盟することを条件として使用を許可。市民有志のカンパとボランティアにより垣根整備・清掃・整地などすべての準備を完遂し、2004年1月1日からドッグランの試行スタート。
ドッグランの本格実施への切り替えに向けて、2004年3月、ドッグランの使用状況についての近隣住民から中間聞き取り調査を実施。「ルールを守ってきちんと使用されている」との回答を得る。2004年4月1日に市がドッグランの本格実施を許可。市民団体「わんこふりーくす」が使用責任団体として使用ルールを記載した看板を設置し、ルール遵守の同意書に署名した市民に開放を開始。
2004年7月、梶田功市長（当時）がドッグランの運営状況を視察し、市からドッグランへの運営支援として砂の寄付を決定。また、公園内における犬の散歩や糞の放置などの苦情、相談が激減し、飼い犬のマナー向上の報告もされた。
2004年8月、藤沢が市長に就任。2005年5月、市から「ドッグランは違法使用であり、ドッグランのせいで病気になった近隣市民の苦情が寄せられている。即刻中止せよ。」と、市民団体へ通告。市民団体は、ドッグランの継続について署名を提出。市民団体との協議の場において、藤沢は「ドッグランについて前市政が正式な手続をしていなかったことが問題であり、近隣の住民の反対があれば継続はしない。」と回答。市民団体は正当な手続を経ていた証拠として過去の書面を提出するも、2005年9月、ドッグランの使用許可は廃止され、市がフェンスの柵を撤去。
藤沢は「東公園をモデル公園とした『公園を考える会』を発足させ、ドッグランの必要性を市民に認めてもらえるならばかまわない。」と述べたが、その後、「わんこふりーくす」のメンバー抜きで『公園を考える会』が設置され、市は公園整備を完了。後日、藤沢を支持する牧野直子議員（当時。市民派ネット）から、「藤沢市長になってから、「早朝おはようサロン」や「地域対話集会」などを通じて、ダイレクトに住民の声が持ち込まれ、課題が発覚することが多い。ドッグランを支持する側から見れば、「市長が変わったとたん、ドッグランが中止に追い込まれた」ということになるのでしょう。」とのコメントが出されており、ドッグラン廃止のきっかけが藤沢への支持市民からの苦情であったことが判明している。